# 林璧 (嘉靖進士)
林璧（1503年—1568年），字茂東，號雲溪，福建福州府侯官縣人，民籍，明朝政治人物。

## 生平
嘉靖四年（1525年）乙酉科福建鄉試第十九名。嘉靖八年（1529年）己丑科第三甲第一百二十一名進士。授浙江松陽縣知縣，剖决如流。改揚州府儒學教授，十六年主考陕西鄉試，升國子監助教，擢主事、员外郎、郎中。三十年任浙江安吉州知州，升湖广按察司佥事，改任广东佥事，三十五年以失事之罪被革职閑住。

## 著作
有《云溪集》10卷，曹学俭《历代诗选》收錄其詩作。

## 家族
曾祖林秀，贈南京刑部主事；祖父林玠，貢士贈刑部主事；父林文纘，曾任布政司右參議致仕進階中順大夫。母吳氏（封安人）。具庆下。兄林至。弟林壎、林堈、林室。